# Linas kvällsbok 2: Två killar och ett hjärta
Linas kvällsbok 2: Två killar och ett hjärta är en roman av Emma Hamberg och uppföljare till Linas kvällsbok. Den handlar om Lina som är 16 år. 

## Sammanfattning av handlingen
Lina börjar plugga till veterinär på en gymnasieskola i Bramhed, 45 mil hemifrån. Hon är då tillsammans med Ivar, som är två år yngre än hon. Men på skolan blir hon förälskad i den våghalsiga Kevin som har ett kriminellt förflutet. Ångesten över kärleksdilemmat hotar att sluka henne, och hon söker tröst hos den självdestruktiva men varmhjärtade Zinat, som länge avråder henne att göra slut med Ivar då hon själv blivit utnyttjad och kränkt av Kevins bästa vän Joel. Lina blir osams med sin egen bästa vän Carro (Från Linas kvällsbok) när även hon blir kär i Kevin, men de försonas långsamt. Efter många om och men gör Lina ändå slut med Ivar och blir tillsammans med Kevin. Ett tag in i förhållandet oroar hon sig för preventivmedel, men hon får annat att tänka på när Kevin riskerar att bli avstängd från gymnasiet.